# Josep Maria Ventura i Casas
José María Ventura Casas, più conosciuto come Pep Ventura (Alcalá la Real, 2 febbraio 1817 – Figueres, 1875), è stato un compositore e musicista spagnolo che riformò la Sardana e la  cobla, portandole alla loro ampiezza corrente.

## Biografia
La famiglia di Ventura proveniva dalla regione catalana dell'Empordà. José María nacque in Andalusia, dove suo padre, nativo di Roses, stava servendo come militare. Due anni dopo, la famiglia tornò ad Empordà. Ancora bambino rimase orfano ed andò a vivere dal nonno paterno dove imparò a cucire e le prime nozioni di solfeggio dal suo futuro suocero, Joan Llandrich, direttore della cobla locale che portava il suo nome. Intorno al 1848, Ventura ereditò la direzione della Llanrich cobla.
Ventura considerava la forma della sardana troppo limitata, era composta sempre da 98 misure ed arrivava ad appena due minuti di lunghezza, perciò propose di introdurre un numero di misure illimitato (sardana lunga).
Modificò anche la composizione della cobla, che ugualmente considerava limitata, trasformando la cobla arcaica di tre quartane (cornamusa, ciaramella, flabiol e tamburello) in una formazione che era composta da cinque a sette musicisti che progressivamente incorporò gli ottoni. Organizzò gli strumenti a fiato e gli ottoni in due file, capeggiate da un contrabbasso. Altre coble adottano questo modello, che ancora oggi è in uso, con solo minimi cambiamenti.
Ventura morì nel 1875 a Figueres, dopo aver lasciato la sua impronta sulla musica e cultura catalana. Le sue melodie, arrangiate da maestri come Pujo, Nicolau, e Lluís Albert, lo hanno reso immortale. In totale, compose 312 sardane lunghe, molte senza titolo, ed alcune sardane corte e composizioni corali. La sua opera completa di 550 pezzi è conservata, scritta a mano da lui stesso, negli archivi della Orfeó Català.
La città di Figueres gli ha dedicato un monumento posato dal presidente Josep Tarradellas. Una delle stazioni della metropolitana di Barcellona, porta il suo nome: Pep Ventura.